# بزرگراه ملی استرالیا

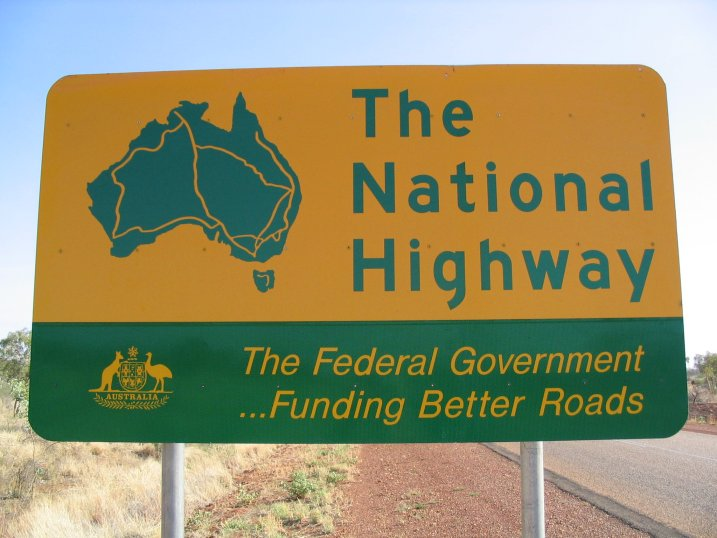
علامت ویژه بزرگراه ملی استرالیا.

بزرگراه ملی (بخشی از شبکه حمل و نقل زمینی ملی) یک سیستم جاده ای برای اتصال تمام بخش ایالات و مناطق سرزمین اصلی استرالیا به یکدیگر از طریق یک شبکه از بزرگراه‌ها و آزادراه‌ها است.
در سال ۱۹۷۷ قانونی در استرالیا تصویب شد که اجازه توصیف بزرگراه‌های ملی را می‌داد.
در سال ۲۰۰۵ بزرگراه ملی به شبکه ملی حمل و نقل زمینی تغییر یافت که زیرمجموعه ای از AusLink بود.

## فهرست جاده‌های عضور شبکه حمل و نقل زمینی ملی استرالیا
- سیدنی به ملبورن: آزادراه هوم
- سیدنی به بریزبن: آزادراه پاسیفیک
- بریزبن به کنز: بزرگراه بروس
- بریزبن به داروین
- بریزبن به ملبورن
- ملبورن به آدلاید
- آدلاید به داروین